# Homodiaetus
Homodiaetus is een geslacht van straalvinnige vissen uit de familie van de parasitaire meervallen (Trichomycteridae).

## Soorten
- Homodiaetus anisitsi Eigenmann & Ward, 1907
- Homodiaetus banguela Koch, 2002
- Homodiaetus graciosa Koch, 2002
- Homodiaetus passarellii (Miranda Ribeiro, 1944)